# Godfried Roemeratoe
Godfried Roemeratoe (Oost-Souburg, 19 augustus 1999) is een in de provincie Zeeland geboren voetballer. Hij speelt doorgaans in de positie van een verdedigende middenvelder en is over het algemeen beheerst en minder aanvallend. Roemeratoe maakte in december 2018 zijn debuut in het betaald voetbal voor FC Twente. Hij heeft in 2022 een seizoen gevoetbald voor Hapoel Tel Aviv in Israël. Per juli 2023 is bekendgemaakt dat Godfied Roemeratoe heeft getekend bij RKC Waalwijk voor drie seizoenen.

## Loopbaan
Roemeratoe begon in zijn 6e levensjaar met voetballen bij amateurvereniging VV RCS in zijn woonplaats Oost-Souburg en vertrok in 2012 op 12-jarige leeftijd naar JVOZ, de Zeeuwse voetbalschool van Dolf Roks en de tweelingbroers Dennis en Gérard de Nooijer. Op zijn 14e maakte hij de overstap naar de voetbalacademie FC Twente, dat op dat moment een samenwerkingsverband met JVOZ had. Toen Godfried 17 was tekende hij in 2017 een driejarig opleidingscontract bij FC Twente en vanaf dat jaar maakte hij deel uit van de selectie van Jong FC Twente.
Op vrijdag 21 december 2018 in de Grolsch Veste maakte hij zijn debuut voor FC Twente, toen hij in een thuiswedstrijd tegen N.E.C. kort voor tijd in de 90e minuut  inviel voor de uit Wales afkomstige middenvelder Matthew Smith. In de uitwedstrijd tegen N.E.C. vrijdag 26 april 2019 kreeg hij een basisplaats en speelde hij gedurende de hele wedstrijd. Twente werd in het seizoen 2018/2019 kampioen van de Eerste divisie en promoveerde naar de Eredivisie. Vanaf seizoen 2019/20 behoorde Roemeratoe officieel tot de selectie van het eerste elftal, op dat moment geleid door hoofdtrainer Gonzalo García. In de eerste helft van dat seizoen stond hij meestal in de basis, maar in januari 2020 belandde hij op de reservebank en speelde hij niet meer tot het afbreken van het seizoen in maart 2020 vanwege de coronapandemie. In februari 2020 verlengde hij wel zijn contract tot 1 juli 2022, met een optie voor nog een seizoen.
Onder de nieuwe trainer Ron Jans veroverde hij in het seizoen 2020/21 opnieuw een vaste basisplaats, die hij echter aan het einde van het seizoen verloor. Toen hij in de voorbereiding en bij de start van het seizoen 2021/22 minder speeltijd leek te gaan krijgen, werd hij voor de rest van het seizoen verhuurd aan Willem II, dat daarbij tevens een optie tot koop kreeg. Daarvoor moest FC Twente echter eerst zelf de optie in het contract van Roemeratoe lichten. De club gaf eind maart aan daarvan af te zien, waardoor Roemeratoe transfervrij werd. Ook Willem II liet weten Roemeratoe geen contract aan te bieden.
Godfried Roemeratoe tekende eind juni 2022 een contract voor een jaar met een optie voor nog een jaar bij de Israëlische voetbalclub Hapoel Tel Aviv. Echter, eind juni 2023, toen het eenjarige contract van Roemeratoe afliep, kon hij transfervrij vertrekken uit Israël. De club uit de hoogste divisie in Tel-Aviv lichte namelijk niet de optie om het aflopende contract te verlengen met een jaar. In juli 2023 is bekend geworden dat Roemeratoe weer in de Eredivisie zal uikomen voor RKC Waalwijk, hij staat voor drie seizoenen onder contract voor de Eredivisionist uit Waalwijk.

## Privéleven
Godfried Roemeratoe is een jongere broer van voormalig Sparta-speler Renzo Roemeratoe (1994). Via hun vader hebben de broers Roemeratoe een Nederlands-Antilliaanse achtergrond. De moeder is van origine een Molukse.

## Clubstatistieken
| Seizoen | Club            | Competitie     | Competitie | Competitie | Beker | Beker | Europees | Europees | Overig | Overig | Totaal | Totaal |  |
| Seizoen | Club            | Competitie     | Wed.       | Dlp.       | Wed.  | Dlp.  | Wed.     | Dlp.     | Wed.   | Dlp.   | Wed.   | Dlp.   |  |
| ------- | --------------- | -------------- | ---------- | ---------- | ----- | ----- | -------- | -------- | ------ | ------ | ------ | ------ |  |
| 2018/19 | FC Twente       | Eerste divisie | 3          | 0          | 0     | 0     | —        | —        | 0      | 0      | 3      | 0      |  |
| 2019/20 | FC Twente       | Eredivisie     | 15         | 0          | 1     | 0     | —        | —        | 0      | 0      | 16     | 0      |  |
| 2020/21 | FC Twente       | Eredivisie     | 30         | 0          | 1     | 0     | —        | —        | 0      | 0      | 31     | 0      |  |
| 2021/22 | FC Twente       | Eredivisie     | 0          | 0          | 0     | 0     | —        | —        | 0      | 0      | 0      | 0      |  |
| 2021/22 | Willem II       | Eredivisie     | 21         | 1          | 1     | 0     | —        | —        | 0      | 0      | 22     | 1      |  |
| 2022/23 | Hapoel Tel Aviv | Ligat Ha'Al    | 24         | 0          | 6     | 0     | —        | —        | 0      | 0      | 30     | 0      |  |
| 2023/24 | RKC Waalwijk    | Eredivisie     | 29         | 0          | 0     | 0     | —        | —        | 0      | 0      | 29     | 0      |  |
| 2024/25 | RKC Waalwijk    | Eredivisie     | 10         | 0          | 0     | 0     | —        | —        | 0      | 0      | 10     | 0      |  |
| Totaal  | Totaal          | Totaal         | 132        | 1          | 9     | 0     | 0        | 0        | 0      | 0      | 141    | 1      |  |

## Aantal wedstrijden
In de  Eredivisie: 115 Bijgehouden 20 november 2024

In de  Eerste divisie: 3

In de  competitie: 30

## Interlandcarrière
Godfried Roemeratoe speelde in beginsel voor Jong Oranje, maar in 2023 koos Roemeratoe ervoor om in het nationale team van  Curaçao te gaan spelen.

Op dinsdagavond 28 maart 2023 speelde het nationale team van  Curaçao een vriendschappelijke wedstrijd in Estadio Único Madre de Ciudades tegen de wereldkampioen Argentinie. In de hele wedstrijd speelde Lionel Messi en maakte een hattrick (20e, 33e en 35e minuut).
In de 84e minuut mocht Godfried Roemeratoe invallen voor Vurnon Anita. Het rugnummer van Roemeratoe is 8. 

## Erelijst
| Kampioen Eerste divisie | 1× | 2018/19 |